# Dicranella tovariensis
Dicranella tovariensis är en bladmossart som beskrevs av Mitten 1869. Dicranella tovariensis ingår i släktet jordmossor, och familjen Dicranaceae. Inga underarter finns listade i Catalogue of Life.